# Claude Renoir en clown
Claude Renoir en clown est un tableau d'Auguste Renoir réalisé en 1909 pendant sa période cagnoise. Il est conservé au musée de l'Orangerie à Paris.
Il s'agit d'un portrait du plus jeune fils du peintre, Claude, habillé d'un costume bouffant rouge. Renoir souligne les formes bouffantes du costume, ce qui confère une présence et une certaine autorité au jeune garçon. Les colonnes sont peintes en oblique.
Le clown était très présent dans les toiles de Renoir.
Lors de la pose, Claude avait refusé de porter des bas de laine : il a fallu acheter des bas de soie[réf. nécessaire].
Claude Renoir est le troisième et dernier fils d'Auguste Renoir, le frère de l'acteur Pierre Renoir et du réalisateur Jean Renoir